# 赖纳·萨克斯

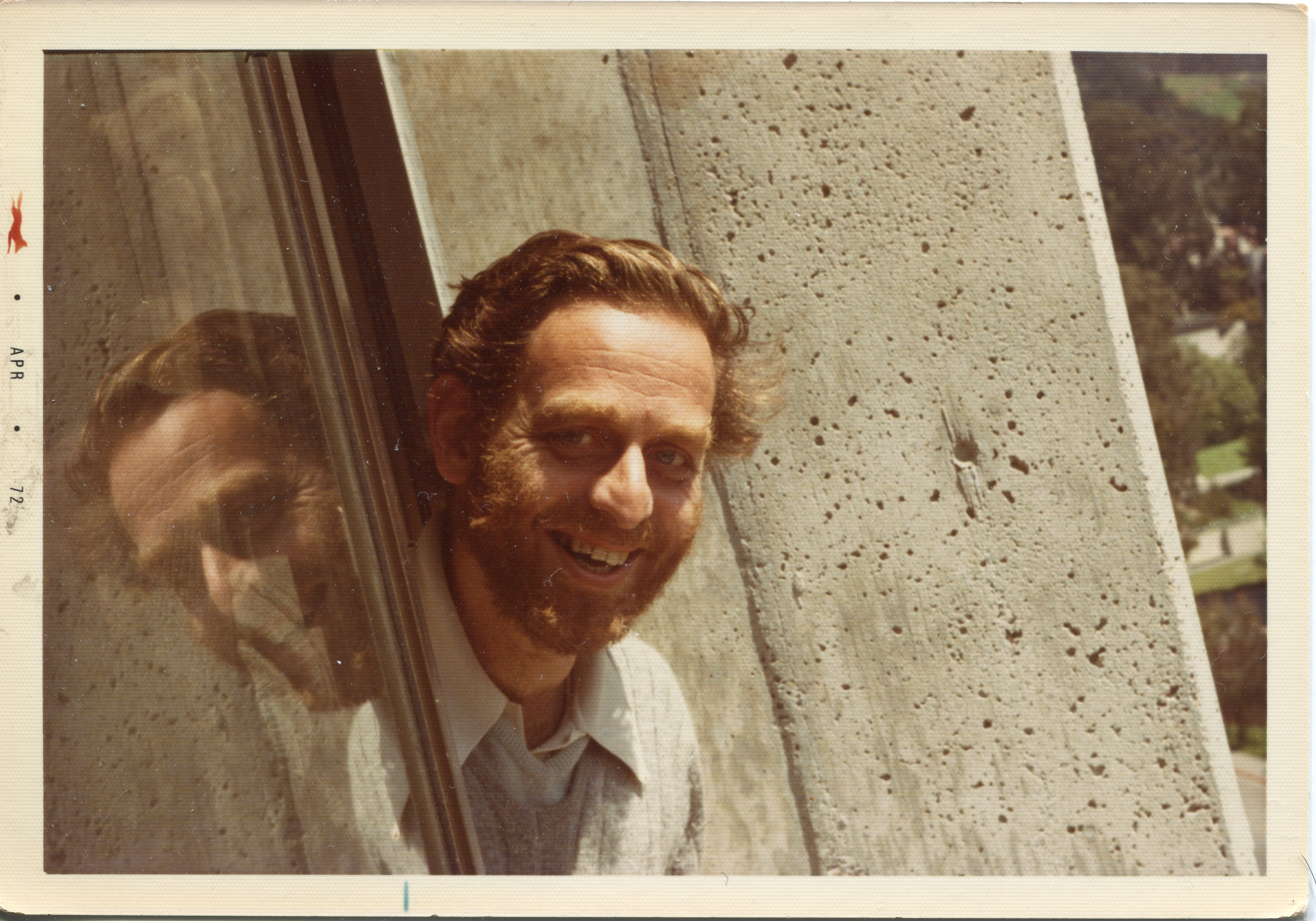
赖纳·萨克斯

赖纳·库尔特“雷”·萨克斯（德語：Rainer Kurt "Ray" Sachs，1932年6月13日—），德国-美国计算生物学和放射生物学家，天文学家。他和亚瑟·M·沃尔夫提出了宇宙微波背景辐射（CMB）的萨克斯·沃尔夫效应。他和罗纳德·康托夫斯基提出了爱因斯坦场方程的康托夫斯基–萨克斯尘埃解。 